# Émile Seeldrayers
Émile Seeldrayers (Gent, 24 januari 1847 - Brussel, 21 mei 1933) was een Belgisch schilder.

## Levensloop
Seeldrayers liep school aan het College van de paters Jozefieten te Melle. Later studeerde hij aan de kunstacademie van Düsseldorf.
Daarnaast was hij een van de oprichters van Ixelles Football Club. Van deze club werd hij in 1894 tevens voorzitter.
Zijn zoon Fritz werd architect en zijn andere zoon Rodolphe was onder meer voorzitter van het BOIC, de KBVB en de FIFA.

## Werken
- Cliniek in de veeartsenijschool[4]
- De processie ter ere van de 300ste verjaardag van de pacificatie van Gent (1896)[5]
- Het kunstenaarsatelier[6]
- Het moederhuis (1896)[7]
- Oriëntalistisch stadsbeeld[8]
- Portret mej. Lambrich[9]